# Qualicum Beach
Qualicum Beach är en ort i Kanada.   Den ligger i Regional District of Nanaimo och provinsen British Columbia, i den sydvästra delen av landet, 3 600 km väster om huvudstaden Ottawa. Qualicum Beach ligger 60 meter över havet och antalet invånare är 8 687.
Terrängen runt Qualicum Beach är huvudsakligen platt, men åt sydväst är den kuperad. Havet är nära Qualicum Beach norrut.Närmaste större samhälle är Parksville, 9,7 km öster om Qualicum Beach. 
I omgivningarna runt Qualicum Beach växer i huvudsak blandskog. Runt Qualicum Beach är det ganska glesbefolkat, med 22 invånare per kvadratkilometer.